# Ove Molin
Ove Molin, född 27 maj 1971, är en svensk ishockeytränare och före detta ishockeyspelare (forward) som var med och vann TV-pucken för Stockholm 1986 och som spelade största delen av sin karriär i Brynäs IF. Han började sin tränarkarriär i Brynäs och är idag assisterande tränare i Brynäs. Han har också varit head coach i Karlskrona. Hans moderklubb är Trångsunds IF.
Sedan Molin återkom till Brynäs 1997 från en sejour i Helsingfors IFK är han den spelare i Elitserien som varit längst i sin klubb.[källa behövs] Han bar nummer 21. Han spelade forward i Brynäs, och tog de sista åren av karriären mycket defensivt ansvar. Tidigare med i den så kallade "Smurfkedjan" (tillsammans med Peter Larsson och Anders Gozzi). Molin har två SM-guld med Brynäs IF (1993 och 1999) och har även spelat mest matcher (885) i Brynäs IF:s historia.
Ove Molin spelade sin sista Elitseriematch i femte kvartsfinalen mot Djurgårdens IF Hockey i Globen den 26 mars 2010.

## Klubbar[2]
- AIK (1988/1989)
- Danderyd/Täby (1989/1990–1990/1991)
- Brynäs IF (1991/1992–1995/1996)
- Helsingfors IFK (1996/1997)
- Brynäs IF (1997/1998–2009/2010)

## Klubbar som tränare
- Brynäs IF (ungdoms- och seniorlag 2010-2015)
- Karlskrona HK (som assistant coach från 2015, därefter head coach från 2016)
- Brynäs IF 2023-

## Landslag
- J18-VM: 1989
- J20-VM: 1991
- VM: 1999

## Meriter
- Guld i TV-pucken 1986
- VM-brons: 1999
- SM-guld: 1993, 1999
- SM-silver: 1995
- Vinnare av skytte- och poängligan i SM-slutspelet: 1999